# Lago Verdi
El lago Verdi  es un lago glaciar situado en las montañas Ruby, en el condado de Elko, en el noreste de Nevada, Estados Unidos. Se encuentra en la cabecera del cañón Talbot, a una altitud de 3104 metros sobre el nivel del mar. Tiene una superficie de 2,4 hectáreas y una profundidad máxima de 26 metros. Se encuentra dentro del Bosque nacional Humboldt-Toiyabe. 
El lago Verdi es inusual en dos aspectos:
- Es el lago situado a mayor altitud de las montañas Ruby, y por lo tanto es el último en descongelarse en la primavera. Además, normalmente no tiene una salida de agua en  superficie. El agua del lago se filtra en el suelo y emerge como un resorte varios cientos de metros más abajo del cañón de Talbot.
- Esta es la principal fuente de flujo a Talbot Creek, que después de salir de las montañas pasa cerca de la comunidad de  Lamoille, se funde con el Lamoille Creek, que luego serpentea por el valle de Lamoille y se fusiona con la rama principal del río Humboldt.